# ロンドン警視庁の組織と機構
ロンドン警視庁の組織と機構（ロンドンけいしちょうのそしきときこう）では、ロンドン警視庁の組織および機構について記述する。
グレーター・ロンドン（ただしシティ・オブ・ロンドンを除く）を管轄するロンドン警視庁は、大きく4つの主要部局に分けられ、それぞれの部は異なる責任を負っている。主要な部局とは、地域警ら部、専門刑事・活動部、専門活動部、そして総務部に相当する6つの支援部局である。各部は、それぞれ警視監（総務部の場合は、英国の国家公務員階級相当の警察幹部職員）の監督の下に職務を執行する。
ロンドン警視庁の戦略方針を担う管理委員会 (The Management Board) は、警視総監、警視総監補、4名の警視監及び局長級を含む上級管理職から構成されている。

## 上部組織
内部部局として、警察管理にあたる警務部（headquarters）のほか、総監補のもとに、それぞれの特命事項を扱う部署が配されている。2016年1月現在、ロンドン警視庁の幹部は以下の通りである:
- 警視総監 (Commissioner) - バーナード・ホーガン＝ハウ (Sir Bernard Hogan-Howe)
- 警視総監補 (Deputy Commissioner) - クレイグ・マッキー (Craig Mackey)
- 警視監（Assistant Commissioner/専門刑事・活動部担当）- パトリシア・ギャラン (Patricia Gallan)
- 警視監（Assistant Commissioner/地域警ら部担当）- ヘレン・キング (Helen King)
- 警視監（Assistant Commissioner/専門活動部担当）- マーク・ロウリー (Mark Rowley)
- 警視監（Assistant Commissioner/プロフェッショナリズム担当）- マーティン・ヒューイット (Martin Hewitt)
- 人事・チェンジ部長 - ロビン・ウィルキンソン (Robin Wilkinson)
- 商業・財務部長 - リンダ・マクマラン (Lynda McMullan)
- 法務部長 - ヒュー・ジャイルズ (Hugh Giles)
- メディア・通信部長 - マーティン・フューエル (Martin Fewell)
- デジタル警ら部長 - アンガス・マッカラム (Angus McCallum)

ロンドン警視庁で最高位の階級にあるのは指揮官である警視総監 (Commissioner) であるが、一方でロンドン警視庁は、汎ロンドン基準の事案については市長公安室に、国家警察基準の事案については内務大臣に対して、それぞれ説明責任がある。
警視監 (Assistant Commissioner) 以上の階級の上級管理職は、ロンドン市長及び内務大臣と協議の上、指名される。また、警視総監 (Commissioner) と警視総監補 (Deputy Commissioner) の任命は、正式には女王陛下により行われる。

## 地域警ら部
地域警ら部（Territorial Policing Directorate, TP）は、警視監ヘレン・キングの監督の下（2016年1月現在）、グレーター・ロンドン内の日々の地域パトロール活動を行っている。警視庁の管轄する区域は首都警察管区 (Metropolitan Police District) として知られており、ロンドン自治区にあわせて32の地区に細分化されている。
各自治区ごとに、警視正を指揮官とする自治区活動指揮部署 (Borough Operational Command Units, BOCU) が設置されて、活動の基本単位となっている。各BOCUには、（常勤および特別）警察官及び補助警察官 (PCSOs) から成る近隣防犯チーム (Safer Neighbourhood Teams, SNTs) も組織され、BOCUと共に該当区のパトロールに当たっている。犯罪捜査局 (Criminal Investigation Department; CID) 所属の刑事も各BOCUに出向して犯罪捜査を行っている。
王立公園活動指揮部署 (Royal Parks Operational Command Unit) も、地域警ら部担当警視監 (Assistant Commissioner Territorial Policing) の監督下に置かれている。この地域警ら部担当警視監は、ロンドン警視庁の管理委員会 (The Management Board) の一員である。

### 道路・輸送機関警察指令部
道路・輸送機関警察指令部 (Roads and Transport Policing Command, RTPC) は、以前の運輸安全指令部 (Safer Transport Command) と交通班 (Traffic Unit) が合併して設置された。
RTPCは、ロンドン市内の道路及び交通網を取り締まり、監視する。重要な出資元であるロンドン交通局と連携して、ロンドンの道路における交通関連の違反への対処、道路の安全性の向上、交通事故による死者やけが人を減らすための取り組みなどを行っている。
RTPCは、2,300人以上の警察官から成る、英国で最大規模の警察隊である。

### 行政区別の警察官数
2015年2月末時点で、BOCU各班に配属されていた警察官の人数を以下に示す。なお、下記の各区に振られている括弧内の2文字コードは、その区に対応するIDコードとなっている。各地区の巡査 (Police Constable) および巡査部長 (Sergeant) は、カラーナンバー（襟番号）の一部として、それらの2文字コードを肩章に載せている。
| - バーキング＆ダゲナム (KG) – 495 - バーネット (SX) – 550 - ベクスリー (RY) – 372 - ブレント (QK) – 598 - ブロムリー (PY) – 501 - カムデン (EK) – 675 - クロイドン (ZD) – 742 - イーリング (XB) – 702 - インフィールド (YE) – 576 - グリニッジ (RG) – 623 - ハックニー (GD) – 593 - ハマースミス＆フラム (FH) – 538 - ハーリンゲイ (YR) – 621 - ハーロウ (QA) – 379 - ヘイヴァリング (KD) – 412 - ヒリンドン (XH) – 519 | - ハウンズロー (TX) – 551 - イズリントン (NI) – 560 - ケンジントン＆チェルシー (BS) – 480 - キングストン・アポン・テムズ (VK) – 327 - ランベス (LX) – 816 - ルイシャム (PL) – 643 - マートン (VW) – 373 - ニューアム (KF) – 804 - レッドブリッジ (JI) – 537 - リッチモンド・アポン・テムズ (TW) – 317 - サザーク (MD) – 758 - サットン (ZT) – 341 - ウォルサム・フォレスト (JC) – 685 - タワーハムレッツ (HT) – 611 - ワンズワース (WW) – 583 - ウェストミンスター (CW) – 1,196 |

注：上に記した警察官の人数は、ロンドン自治区に配属された地域警ら部の警察官のみの人数を示している。その他の部の特定のチームに属する警察官のように、自治区に配属されていない警察官の数は、これに含まれない。また、特別巡査 (Special Constable) の人数もこれに含まれない。

## 専門刑事・活動部
専門刑事・業務部 (Specialist Crime & Operations) は内部部局として最大の部門であり、殺人や強姦、人身売買、詐欺などの凶悪犯罪を担当する。2012年の専門刑事部 (Specialist Crime Directorate) と中央活動部 (Central Operations) の統合により発足した。
上級職については、下記の通りにそれぞれの所掌事項が定められている。
- 刑事管理官（Crime Operations; 副総監補）
  - 特殊捜査担当官（Specialist Investigations; 警視監）
  - 特殊事件捜査担当官（Specialist Crime Investigation; 警視監）
  - 組織犯罪担当官（Gangs & Organised Crime; 警視監）
- 警備管理官（Intelligence, Tasking & Operations; 副総監補）
  - 首都活動担当官（Metropolitan Operations; 警視監）
  - 情報・密行捜査担当官（Intelligence & Covert Policing; 警視監）
  - 機動隊・武装警察担当官（Taskforce & Armed Policing; 警視監）

これらの指揮のもと、捜査員は下記のような活動指揮部署（OCU）に編成されて活動する。これらのOCUは、適宜に編成と解体を繰り返しており、また部署番号にも重複や移行が見られ、複雑である。2016年3月現在で活動しているOCUは下記の通りである。
- SCO1 - 殺人・重大犯罪対策指令部 (Homicide and Serious Crime Command)
- SCO4 - 科学捜査サービス (Forensic Services)
- SCO7 - 重大・組織犯罪対策指令部 (Serious and Organised Crime Command)
- SCO8 - トライデント広域犯罪対策部 (Trident and Area Crime)
- SCO12 - 総監補秘書室（AC Private Office & Business Support）
- SCO17 - 性犯罪・性的搾取・児童虐待部（Sexual Offences, Exploitation and Child Abuse）
- SCO19 - 銃器専門指令部 (Specialist Firearms Command)
- SCO20 - 機動隊 (Territorial Support Group)
- SCO22 - 公秩序・資材部 (Public Order and Resources)
- SCO35 - 機密情報部（Covert Intelligence）
- SCO36 - 警視庁情報部（Met Intelligence）
- SCO37 - 警視庁通信指令部（Met Communications Command）
- SCO39 - 密行管理・公安監察部（Covert Governance and Intelligence Compliance）

## 専門活動部
専門業務部 (Specialist Operations) は、高度の専門知識が必要とされ、テロ対策など国家的な任務を担当する。一時は全部で20課もある大きな部であったが、サー・ケネス・ニューマンが警視総監の頃（1980年代）に組織再編され、多くの課は中央活動部（現在は専門刑事・活動部）に吸収合併された。
現在の専門活動部は、3つの指令部 (Command) に分かれている。
- 上級国家統括官（Senior National Coordinator; 副総監補）
- 保安・警護管理官（Security & Protection; 副総監補
  - テロ対策指令部（Counter Terrorism Command, SO15）
  - 警護指令部 (Protection Command) ; 警視監
    - 議会・外交的保護部 (Parliamentary and Diplomatic Protection, PaDP) 
    - 王室・要人警護部（Royalty and Specialist Protection, RaSP）

  - 保安指令部（Security Command; 警視監）
    - SO18 - 空港警察部（Aviation Policing）[10]
    - SO20 - テロ対策保安警護部（Counter Terrorism Protective Security Command）

## 本部内の部局
- 人事・チェンジ部
- 商業・財務部
- 法務部
- メディア・通信部
- デジタル警ら部
- 共有サポートサービス部